# 古迭
古迭（？—1063年）辽国军官。本宫分人，不知姓氏。喜好嬉戏轻浮，不受约束。膂力过人，善击蹴鞠。

## 经历
重熙初年，当护卫，后任宿直官。重熙十三年（1044年），辽军西征西夏，古迭为先锋。中西夏伏兵，古迭力战，麾下士兵大多战死，才单骑逃出。又遭遇西夏王李元昊来围，局势非常紧张。古迭张弓射箭，当场射倒敌人；跃马直接攻击夏军中坚力量，西夏军失利，下午晡时（申时）才回营。改任兴圣宫太保。
清宁九年（1063年），参与耶律重元、耶律涅鲁古造反，与扈从（随侍皇帝出巡的人员）兵战，失败逃跑，被追，后擒获，陵迟而死。

## 延伸阅读
[在维基数据编辑]
 《遼史/卷114》，出自脱脱《遼史》